# Гарб
Гарб (на арабски: الغرب) е низина в северната част на Мароко.
Има площ около 8 хиляди квадратни километра и надморска височина между 4 и 25 метра. Разположена е по долното течение на река Себу. Заета е от гори и обработваеми земи, използвани главно за отглеждане на ориз, захарна тръстика, захарно цвекло и тютюн. Най-големите градове са Кенитра, Ксар ел-Кебир и Сиди Слиман.